# Trotzenburg
Trotzenburg ist ein Ortsteil im Stadtteil Herrenstrunden von Bergisch Gladbach. 

## Geschichte
Trotzenburg ist aus einer vermutlich spätmittelalterlichen Siedlungsgründung hervorgegangen, die erstmals 1563 als Trotzenberg genannt wurde. Sie wurde im Urkataster südlich von Unterthal erwähnt. Es handelte sich um einen Pachthof der Johanniterkommende Herrenstrunden. Das Lagerbuch der Kommende von 1732 gibt Aufschluss darüber, dass Trotzenburg einen Grundbesitz von 34 Morgen hatte. Es handelte sich somit um ein relativ kleines Anwesen.
Aus der Charte des Herzogthums Berg 1789 von Carl Friedrich von Wiebeking geht hervor, dass Trotzenburg, hier Hostenburg genannt, Teil der Honschaft Dürscheid war.  Unter der französischen Verwaltung zwischen 1806 und 1813 wurde das Amt Porz aufgelöst und Trotzenburg  wurde politisch der Mairie Bensberg im Arrondissement Mülheim am Rhein zugeordnet. 1816 wandelten die Preußen die Mairie zur Bürgermeisterei Bensberg im Kreis Mülheim am Rhein. Trotzenburg zählte 1845 neun Einwohner katholischen Glaubens.
1859 kamen die Ortschaften Trotzenburg und Unterthal zur Bürgermeisterei Gladbach.
In der Aufstellung des Königreich Preußen für die Volkszählung 1885 wurde Trotzenburg aufgeführt als Wohnplatz der Gemeinde Bergisch Gladbach im Kreis Mülheim am Rhein. Zu dieser Zeit wurden ein Wohnhaus mit neun Einwohnern gezählt und gehörte zur katholischen Kirchengemeinde Herrenstrunden. 
1905 bestand die Siedlung aus einer Hofstelle mit sechs Bewohnern. Es handelte sich aber nicht um eine Burg, wie der Name vermuten lässt, vielmehr ist hier das Wort Berg gemeint, wie die Bezeichnung von 1563 zeigt. Das Bestimmungswort Trotzen geht zurück auf das Wort Trautz, einer Ableitung des Personennamens Trautwein bzw. weiblichen Vornamens Traud(el) von Gertrud.